# ハロー!
『ハロー! -NAOMI FIRST-』は、川島なお美の1枚目のアルバムである。1982年6月1日発売。

## 概要
川島なお美の初のアルバム。A面はカバー曲、B面はオリジナル曲で構成されている。シングル「愛しのマンドリーノ」を収録。その前に発売された「シャンペンNo.5」と「ハネムーン」は未収録である。

## 収録曲
LPレコードでは、「ルージュの伝言」までがA面、「愛しのマンドリーノ」からはB面であった。
1. 想い出通り
作詞：有馬三恵子、作曲：筒美京平、編曲：高田弘
2. フレンズ
作詞：橋本淳、作曲：筒美京平、編曲：高田弘
3. 色づく街
作詞：有馬三恵子、作曲：筒美京平、編曲：高田弘
4. 12月の雨
作詞・作曲：荒井由実、編曲：高田弘
5. ルージュの伝言
作詞・作曲：荒井由実、編曲：高田弘
6. 愛しのマンドリーノ
作詞：川島なお美、作曲：V.PANZUTI、編曲：青山徹
7. マイ・キャンディ・ボーイ
作詞：岩沢律、作曲：古本鉄也、編曲：小笠原寛
8. バルセロナの夜
作詞：島エリナ、作曲・編曲：井上鑑
9. ラブ・ソング・ララバイ
作詞：島エリナ、作曲・編曲：井上鑑